# Gary Busey
 (février 2025).
Si vous disposez d'ouvrages ou d'articles de référence ou si vous connaissez des sites web de qualité traitant du thème abordé ici, merci de compléter l'article en donnant les références utiles à sa vérifiabilité et en les liant à la section « Notes et références ».
Gary Busey est un acteur, compositeur et producteur américain né le 29 juin 1944 à Goose Creek (aujourd'hui regroupée dans Baytown au Texas).

## Biographie

### Début de carrière
William Gary Busey est né le 29 juin 1944 à Goose Creek, au Texas. Élevé dans l'Oklahoma, Busey a intégré l'université d'État de Pittsburg, grâce à une bourse de football avant qu'une blessure au genou ne le pousse à abandonner sa carrière sportive professionnelle. Tout en se tournant vers des études théâtrales, il joue des percussions avec Leon Russell, Kris Kristofferson et Willie Nelson.
Transféré à l'université d'État de l'Oklahoma, il abandonne ses études avant d'obtenir un diplôme, pour se tourner vers une carrière d'acteur.
En 1971, Busey fait ses débuts au cinéma avec un rôle principal dans le film de motards Angels Hard as They Come aux côtés de Scott Glenn, écrit par Jonathan Demme. Il enchaine avec le western La Chevauchée des sept mercenaires l'année suivante. Sa prestation de toxicomane ex-taulard dans Le Récidiviste est marquante, tout comme celle d'un surfeur dans Graffiti Party de John Milius.
À la fin des années 1970, ses apparitions comprenaient des rôles de soutien face à Barbra Streisand, à son ancien partenaire, Kris Kristofferson dans Une étoile est née (1976), ainsi que face à Dustin Hoffman, dans Straight Time (1978).
Plus tard cette année-là, Busey décrocha le rôle-titre dans The Buddy Holly Story, dans lequel il excelle grâce à un travail vocal indéniable et ses talents de musicien. Ce rôle lui vaut la consécration. Il remporte une nomination aux Oscars pour son interprétation de l'icône du rock.

### Consécration
Courtisé, Gary Busey s'illustre dans des rôles d'antagonistes et/ou des seconds rôles de qualité : que ce soit dans Peur Bleue (1985), où il joue l'oncle Red, face à des loups-garous; L'Arme fatale (1987) où il prête son imposante carrure à Joshua, coriace adversaire du flic interprété par Mel Gibson; Piège en haute mer (1992), allié d'une bande de trafiquants d'armes emmenée par Tommy Lee Jones ; Drop Zone (1994) en leader d'un gang de voleurs spécialistes du saut en chute libre ou encore Que la chasse commence (1994) où son personnage est un fervent amateur de chasse à l'homme…
Au milieu des années 1990, à la suite de ses excès, sa carrière subit un frein même s'il connaît quelques succès notamment dans Predator 2 (1990), où il joue l'agent Peter Keys, traquant le Prédator, dans les rues de Los Angeles, face à Danny Glover ; Point Break (1991) de Kathryn Bigelow, dans lequel, il joue l'agent du FBI Angelo Pappas, aux côtés de Keanu Reeves ; La firme (1993) où il joue face à Tom Cruise ou Lost Highway (1997) de David Lynch.
En 1997, on le retrouve dans le film Las Vegas Parano, où il fait une apparition remarquée face à Johnny Depp, en agent de la Highway Patrol. Après Soldier (1998), où il joue avec Kurt Russell, la carrière de Busey décline nettement et il enchaîne les direct to vidéo et autres films de piètre qualité.
À la fin des années 1990 et plus particulièrement dans les années 2000, Busey apparait dans des séries comme Rough Riders, Walker, Texas Ranger, Au-delà du réel, l'aventure continue, New York, police judiciaire, les Simpson...
En 2006, Busey est apparu dans le film nationaliste turc controversé La Vallée des loups - Irak. Le film a été accusé d'être fasciste, anti-sémite et anti-américain.
En 2007, il intègre la série d'HBO, Entourage, où il interprète une parodie encore plus excentrique de lui-même.

### Doublages et téléréalités
Busey se diversifie en doublant le personnage de Phil Cassidy, dans les jeux vidéo Grand Theft Auto: Vice City (2002) et Grand Theft Auto: Vice City Stories (2006) puis dans la trilogie de jeux-vidéo Hitman : Hitman (2016), Hitman 2 (2018) et Hitman 3 (2021).
À la fin des années 2000, il devient un habitué de plusieurs émissions de télé-réalité, notamment Celebrity Rehab with Dr. Drew, the Celebrity Apprentice (2011 et 2013), Celebrity Paranormal Project (en) et la version britannique de Celebrity Big brother (2014), où il est le premier américain, à la remporter.
En 2015, il participa à la 21e saison de Dancing with the Stars. Busey était en couple avec la danseuse Anna Trebunskaya. Ils ont été éliminés lors de la quatrième semaine de la compétition, ce qui les a placés à la 10e place.
Au cours de l'été 2019, il fut annoncé que Busey jouerait Dieu dans la comédie musicale de Broadway, Only Human.
En 2020, il est apparu dans l'émission télévisée Gary Busey: Pet Judge (en) sur Amazon Prime. Dans l'émission, Busey préside un tribunal chargé de résoudre les problèmes que rencontrent des particuliers, au sujet de leurs animaux de compagnie. Ce n'est pas, à proprement parler, une émission de télé-réalité puisque celle-ci est scénarisée et interprétée par des acteurs 
La même année, il intervient comme narrateur dans le documentaire The Gettysburg Address qui examine les nombreuses influences et impacts du discours de Gettysburg du président Abraham Lincoln, prononcé au milieu de la guerre civile américaine.

## Vie privée
Busey s'est marié pour la première fois avec Judy Helkenberg. Ils ont eu un fils, Jake Busey, né en 1971. Jake est aussi un acteur. Busey et Helkenberg ont divorcé en 1990.
En 1996, il épouse l'actrice Tiani Warden. Ils divorcent en 2001.
Busey a deux autres enfants, une fille nommée Alectra et un fils nommé Luke, né de l'union, avec sa femme Steffanie Sampson, en 2010.
En 1988, Busey est grièvement blessé dans un accident de moto. Il ne portait pas de casque et son crâne a été fracturé. Au cours de l'opération qu'il a subi, Busey est décédé brièvement. Alors qu'il était mort, il prétend être allé de l'autre côté et avoir obtenu des informations spirituelles. Les médecins pensaient que l'accident et la fracture du crâne avaient entraîné des lésions cérébrales permanentes.
Dans les années 1980 et au début des années 1990, Busey était accro à la cocaïne. Il a fait une overdose en mai 1990 et prétend n'avoir pas touché à la cocaïne depuis ce jour.
Dans Celebrity Rehab, Busey fut suivi par le psychiatre Charles Sophy (en). Sophy soupçonnait que la lésion cérébrale de Busey avait un effet plus important sur lui qu'on ne le pensait. Il l'a décrit comme affaiblissant essentiellement ses « filtres'² mentaux et le faisant parler et agir de manière impulsive. En 1997, Busey s'est fait retirer une tumeur cancéreuse de ses sinus.
L'acteur a récemment connu une période financière difficile. Le 6 février 2012, Gary Busey a déposé une demande de protection contre la faillite en vertu du chapitre 7 en Californie, affirmant avoir plus de 500 000 $ de dettes.
En 2015, il a soutenu Donald Trump pour l'élection présidentielle américaine de 2016. Après l'élection, Busey a déclaré qu'il était « très heureux » que Trump ait gagné, mais a refusé d'en discuter davantage, ne souhaitant pas parler de politique.
Il vit à Malibu, en Californie

## Filmographie

### Comme acteur, au cinéma
- 1967 : Rue des hippies (The Love-Ins) d'Arthur Dreifuss : le hippie avec un mégaphone (non-crédité)
- 1968 : Les Troupes de la colère (Wild in the Streets) de Barry Shear : un participant au concert (non-crédité)
- 1970 : Didn't You Hear? de Skip Sherwood : James
- 1971 : Angels Hard as They Come de Joe Viola : Henry
- 1972 : La Chevauchée des sept mercenaires (The Magnificent Seven Ride!) de George McCowan : Hank Allen
- 1972 : Billy le cave (Dirty Little Billy) de Stan Dragoti : Basil Crabtree
- 1973 : Une fille nommée Lolly Madonna (Lolly-Madonna XXX) de Richard C. Sarafian : Zeb
- 1973 : Last American Hero de Lamont Johnson : Wayne Jackson
- 1973 : Hex de Leo Garen : Giblets
- 1974 : Le Canardeur (Thunderbolt and Lightfoot) de Michael Cimino : Curly
- 1974 : You and Me de David Carradine : lui-même
- 1976 : Chewing gum rallye (The Gumball Rallye) de Charles Bail (en) : Gibson - Équipe Camaro
- 1976 : Une étoile est née (A Star Is Born) de Frank Pierson : Bobbie Ritchie
- 1978 : Le Récidiviste (Straight Time) d'Ulu Grosbard : Willy Darin
- 1978 : The Buddy Holly Story de Steve Rash : Buddy Holly
- 1978 : Graffiti Party (Big Wednesday) de John Milius : Leroy Smith
- 1980 : Carny de Robert Kaylor : Frankie
- 1980 : Mister Gaffes (Foolin' Around) de Richard T. Heffron : Wes
- 1982 : La Vengeance mexicaine (Barbarosa) de Fred Schepisi : Karl Westover
- 1983 : S.O.S. Taxi (D.C. Cab) de Joel Schumacher : Dell
- 1984 : The Bear de Richard C. Sarafian : Paul W. Bryant
- 1985 : Une nuit de réflexion (Insignificance) de Nicolas Roeg : le joueur de baseball
- 1985 : Peur bleue (Silver Bullet) de Daniel Attias : Oncle Red
- 1986 : Six hommes pour sauver Harry de Stuart Rosenberg (Alan Smithee) : Jack
- 1986 : L'Œil du tigre (Eye of the Tiger) de Richard C. Sarafian : Buck Matthews
- 1987 : L'Arme fatale (Lethal Weapon) de Richard Donner : Monsieur Joshua
- 1988 : Act of Piracy de John Cardos : Ted Andrews
- 1988 : À l'épreuve des balles (Bulletproof) de Steve Carver : le capitaine Frank McBain
- 1989 : L'Indésirable (Hider in the House) de Matthew Patrick : Tom Sykes
- 1990 : Predator 2 de Stephen Hopkins : Peter Keyes
- 1991 : My Heroes Have Always Been Cowboys (en) de Stuart Rosenberg : Clint Hornby
- 1991 : Point Break (Point Break) de Kathryn Bigelow : l'agent du F.B.I Angelo Pappas
- 1992 : The Player de Robert Altman : lui-même
- 1992 : Double Trafic (Canvas) d'Alain Zaloum : Ozzy Decker
- 1992 : Piège en haute mer (Under Siege) d'Andrew Davis : le commandant Krill
- 1993 : La Firme (The Firm) de Sydney Pollack : Eddie Lomax
- 1993 : La Star de Chicago (Rookie of the Year) de Daniel Stern : Chet 'Rocket' Steadman
- 1993 : South Beach de Fred Williamson et Alain Zaloum : Lenny
- 1994 : Le Solitaire (Breaking Point) de Paul Ziller : Dwight Meadows
- 1994 : Warriors de Shimon Dotan : Frank Vail
- 1994 : Que la chasse commence (Surviving the Game) d'Ernest R. Dickerson : Doc Hawkins
- 1994 : L'Escorte infernale (Chasers) de Dennis Hopper : le sergent Vince Banger
- 1994 : Drop Zone de John Badham : Ty Moncrief
- 1995 : L'Homme au Pistolet (Man with a Gun) de David Wyles : Jack Rushton
- 1996 : Livers Ain't Cheap de James Merendino : Foreman
- 1996 : Coup de circuit (Sticks and Stones) de Neil Tolkin : le père de Book
- 1996 : One Clean Move : Connie
- 1996 : Black Sheep de Penelope Spheeris : Drake Sabitch
- 1996 : État de force de Bruno Barreto : le major Nathan Wheeler
- 1996 : Ennemis Enchaînés de Luca Bercovici (en) : Frank Morrisey
- 1997 : Suspicious Minds d'Alain Zaloum : Vic Mulvey
- 1997 : Lost Highway de David Lynch : William Dayton
- 1997 : Steel Sharks de Rodney McDonald : le commandant Bill McKay
- 1997 : Trafic à haut risque (Lethal Tender) de John Bradshaw : Monsieur Turner
- 1997 : Les Enragés (The Rage) de Sidney J. Furie : Art Dacy
- 1997 : Plato's Run de James Beckett : Plato Smith
- 1998 : Journal intime d'un tueur en série (Rough Draft) de Joshua Wallace : Nelson Keece
- 1998 : Las Vegas Parano (Fear and Loathing in Las Vegas) de Terry Gilliam : l'agent de la police de la route
- 1998 : Soldier de Paul W. S. Anderson : Church
- 1999 : Hot Boyz de Master P : Tully
- 1999 : Trafic Explosif de Master P : Noah
- 1999 : Detour de Joey Travolta : Mo Ginsburg
- 1999 : Jacob Two Two Meets the Hooded Fang de George Bloomfield : le « Hooded Fang »
- 2000 : A Crack in the Floor de Sean Stanek et Corbin Timbrook : Tyler Trout
- 2000 : Tribulation d'André van Heerden : Tom Canboro
- 2000 : Two Shades of Blue de James D. Deck : Jack Reynolds
- 2000 : G-Men from Hell de Christopher Coppola : le lieutenant Langdon
- 2000 : Le Nettoyeur (Down 'n Dirty) de Fred Williamson : le procureur Mickey Casey
- 2001 : Frost, portrait d'un vampire (Frost: Portrait of a Vampire) : Micah
- 2002 : On the Edge de Fred Williamson : Felix
- 2002 : Welcome 2 Ibiza de David Winters : Cortez
- 2002 : Sam & Janet de Rick Walker : le barman
- 2002 : Glory Glory (Hooded Angels) de Paul Matthews : le shérif Ben Tyler
- 2003 : The Prize Fighter (vidéo) : Whitey Ferguson
- 2003 : Quigley de William Byron Hillman : Archie Channinng
- 2003 : Ghost Rock de Dustin Rikert : Jack Pickett
- 2003 : Scorched de Kelsey T. Howard : Zeek
- 2003 : The Shadowlands de Matthew Kilburn: le régent suprême Onticree
- 2004 : Shade of Pale : Billings
- 2004 : Motocross Kids de Richard Gabai : Viper
- 2004 : A Sight for Sore Eyes : Earl Cooper
- 2004 : Fallacy de Jeff Jensen
- 2004 : Lexie (vidéo) : Mesdeg
- 2004 : El Padrino de Damian Chapa : Lars
- 2004 : Le Mexicain (Latin Dragon) de Scott Thomson : Thorn
- 2004 : Ghost Rock : Jack Pickett
- 2004 : Border Blues : Michael March / Police Chief
- 2005 : Shade of Pale de Damian Chapa : Billings
- 2005 : Buckaroo: The Movie de James A. Brooks : le docteur Brawn
- 2005 : Souled Out de Charles Adelman : Gabriel, l'ange
- 2005 : Soft Target : Rouse
- 2005 : The Hard Easy : Vinnie
- 2005 : The Hand Job de Jim Kehoe : le maître aveugle
- 2005 : No Rules de Gerry Anderson : Leroy Little
- 2005 : Puzzle (Chasing Ghosts) de Kyle Dean Jackson et Alan Pao : Marcos Alfiri
- 2005 : Shut Up and Shoot! : Mr. Katz
- 2005 : The Gingerdead Man de Charles Band : Millard Findlemeyer
- 2006 : Descansos : The Keeper
- 2006 : La Vallée des loups - Irak (Kurtlar vadisi - Irak) : Doctor
- 2006 : Docteur Dolittle 3 (vidéo) : Butch (voix)
- 2007 : Homo erectus : Krutz
- 2007 : Lady Samurai : Chief Downs
- 2007 : L'Instinct du chasseur : Grady Barnes
- 2010 : Copains pour toujours (Grown Ups)
- 2012 : Piranha 2 3D : Clayton
- 2013 : Bounty killer : Van Sterling
- 2016 : King of LA : Agent Saks
- 2016 : Mamaboy: Coach Dombrowski
- 2016 : Sharknado: The 4th Awakens : Wilford
- 2018 : Camp Manna: Jack Cujo Parrish
- 2019 : Bunker of Blood: Chapter 8: Butcher's Bake Off: Hell's Kitchen: Millard Findlemeyer

### Comme acteur, à la télévision
- 1973 : Blood Sport : David Lee Birdsong
- 1973 : Kung Fu (saison 1 épisode 16 : Le Vieux guerrier) : Joss
- 1974 : Exécuté pour désertion (The Execution of Private Slovik) (TV) : Jimmy Feedek
- 1974 : La Loi (en) (The Law) : William Bright
- 1986 : Half a Lifetime (TV) : Bart
- 1988 : La révolution des quatre jours de Robert Markowitz : Tony O'Neil
- 1989 : The Neon Empire : Frank Weston
- 1991 : La Reine du country (Wild Texas Wind) : Justice Hayden Parker
- 1992 : Une amitié sacrée: Jim
- 1997 : Rough Riders : Gen. Joseph 'Fighting Joe' Wheeler
- 1998 : Universal soldier II: Frères d'armes (Universal Soldier II: Brothers in Arms) : Otto Mazur
- 1999 : Innocence fatale : Sheriff Larson
- 2002 : La Castagne 2 : Les Briseurs de glace (Slap Shot 2: Breaking the Ice) (vidéo) : Richmond Claremont
- 2003 : Russkie v Gorode Angelov (série) : March
- 2004 : Entourage - Saison 1, épisode 6 : lui-même
- 2005 : Les Simpson - Saison 16, épisode 11 : lui-même
- 2005 : Entourage - Saison 2, épisode 1 : lui-même
- 2005 : Scrubs - Saison 5, épisode 6 : lui-même
- 2005 : Into the West : Johnny Fox
- 2005 : Esenin : Zinger, Isedora Dunkan's ex-husbund
- 2006 : Tom Goes to the Mayor : Coach Red Harris
- 2009 : Nite Tales: The Series : Army Man
- 2011 : Mon oncle Charlie : lui-même
- 2013 : Mr. Box Office : John Anderson
- 2014 : American Dad! : lui-même
- 2015 : Une nuit en enfer, la série (From Dusk till Dawn: The Series) - saison 2, épisode 9 : le prospecteur de pétrole
- 2016 : The Mr. Peabody & Sherman Show : Alternate Universe Peabody
- 2018 : Sharknado 6 : It's About Time : Wilford
- 2021: Reggie: A Millenial Depression Comedy: l'entraineur

### Comme doubleur
- 2002 : Grand Theft Auto: Vice City : Phil Cassidy
- 2006 : Grand Theft Auto: Vice City Stories : Phil Cassidy
- 2015 : Killing Floor 2 : Badass Santa
- 2016 : Hitman : lui-même
- 2018 : Hitman 2 : lui-même
- 2020 : The Gettysburg Address : John C Calloun
- 2021 : Hitman 3 : Lui-même

### Comme candidat/acteur de téléréalité
- 2011 : The Celebrity Apprentice (saison 4)
- 2013 : The Celebrity Apprentice  (saison 6)
- 2014 : Celebrity Big Brother (saison 14)
- 2015 : Dancing with the Stars (saison 21)
- 2015 : Celebrity Family Feud : lui-même
- 2020 : Gary Busey: Pet Judge (en): lui-même

### Comme compositeur
- 1975 : chanson Since You've Gone dans le film Nashville de Robert Altman

### Comme producteur
- 2006 : Hallettsville

## Voix françaises
| - Michel Vigné dans : - L'Indésirable - La Firme - Lost Highway - Las Vegas Parano - Into the West (série télévisée) - Homo erectus - Une nuit en enfer, la série (série télévisée) - Dominique Collignon-Maurin (*1949 - 2025) dans : - Une étoile est née - Le Récidiviste - American Party - José Luccioni (*1949 - 2022) dans : - À l'épreuve des balles - Shasta (série télévisée) - Au-delà du réel : L'aventure continue (série télévisée) - Jacques Frantz (*1947 - 2021) dans : - Entourage (série télévisée) - Point Break - Entourage | et aussi - Patrick Poivey (*1948 - 2020) dans Carny - Pierre Laurent dans Mister Gaffes - Emmanuel Jacomy dans Barbarosa - Jean-François Devaux dans Une nuit de réflexion - Pascal Renwick (*1954 - 2006) dans Peur bleue - Thierry Ragueneau dans L'Arme fatale - Jean Barney dans Predator 2 - Daniel Russo dans Piège en haute mer - Philippe Vincent dans La Star de Chicago - Thierry Mercier (*1961 - 2023) dans Warriors - Richard Darbois dans Que la chasse commence - Yves Beneyton dans Drop Zone - Sylvain Lemarié (*1952 - 2023) dans Soldier - Frédéric Souterelle dans Gingerdead Man - Gérard Rouzier dans Sharknado: The 4th Awakens (téléfilm) - Maurice Sarfati (*1931 - 2013) dans S.O.S. Taxi |